# Niels Hintermann
Niels Hintermann (Bülach, 5 maggio 1995) è uno sciatore alpino svizzero.

## Biografia
Hintermann, attivo in gare FIS dal dicembre del 2010, ha esordito in Coppa Europa l'11 gennaio 2014 a Wengen in discesa libera (44º). Nella stessa specialità nel 2015 ha vinto la medaglia di bronzo ai Mondiali juniores di Hafjell e ha esordito in Coppa del Mondo il 28 novembre a Lake Louise (40º). L'11 marzo 2016 ha ottenuto a Saalbach-Hinterglemm in discesa libera il suo primo podio in Coppa Europa (3º) e il 13 gennaio 2017 ha colto il suo primo successo, nonché primo podio, in Coppa del Mondo, vincendo la combinata del Trofeo del Lauberhorn di Wengen.
Ai Mondiali di Åre 2019, suo esordio iridato, è stato 21º nella discesa libera e 23º nella combinata; ai successivi Mondiali di Cortina d'Ampezzo 2021 non ha completato la discesa libera. Ai XXIV Giochi olimpici invernali di Pechino 2022, suo esordio olimpico, si è classificato 16º nella discesa libera; l'anno dopo ai Mondiali di Courchevel/Méribel 2023 si è piazzato 12º nella discesa libera. Ha interrotto la sua carriera agonistica nel 2024 a causa delle cure per un tumore.

## Palmarès

### Mondiali juniores
- 1 medaglia:
  - 1 bronzo (discesa libera a Hafjell 2015)

### Coppa del Mondo
- Miglior piazzamento in classifica generale: 13º nel 2022
- 7 podi:
  - 3 vittorie (2 in discesa libera, 1 in combinata)
  - 4 terzi posti (in discesa libera)

#### Coppa del Mondo - vittorie
| Data             | Località  | Paese    | Specialità |
| ---------------- | --------- | -------- | ---------- |
| 13 gennaio 2017  | Wengen    | Svizzera | KB         |
| 4 marzo 2022     | Kvitfjell | Norvegia | DH         |
| 17 febbraio 2024 | Kvitfjell | Norvegia | DH         |

Legenda:

DH = discesa libera

KB = combinata

### Coppa Europa
- Miglior piazzamento in classifica generale: 37º nel 2016
- 1 podio:
  - 1 terzo posto

### Campionati svizzeri
- 5 medaglie[2]:
  - 3 ori (discesa libera, supergigante nel 2016; discesa libera nel 2022)
  - 1 argento (discesa libera nel 2017)
  - 1 bronzo (discesa libera nel 2021)